# Ереса зелена
Ере́са зелена (Neomixis viridis) — вид горобцеподібних птахів родини тамікових (Cisticolidae). Ендемік Мадагаскару.

## Підвиди
Виділяють два підвиди:
- N. v. delacouri Salomonsen, 1934 — північний схід острова;
- N. v. viridis (Sharpe, 1883) — південний схід острова.

## Поширення і екологія
Зелені ереси живуть у вологих рівнинних і гірських тропічних лісах на сході Мадагаскару.